# Emilia Clarke
Emilia Isobel Euphemia Rose Clarke (Londra, 23 ottobre 1986) è un'attrice britannica.
È nota soprattutto per l'interpretazione di Daenerys Targaryen nella serie televisiva HBO Il Trono di Spade, per la quale ha ottenuto sette candidature agli Screen Actors Guild Award, quattro al Premio Emmy, due ai Critics' Choice Awards

## Biografia
Cresciuta nel Berkshire insieme ai genitori e al fratello. Comincia a recitare all'età di tre anni, dopo che la madre la porta a vedere una rappresentazione di Show Boat, un musical in cui lavorava suo padre (morto di cancro il 10 luglio 2016)  in qualità di tecnico del suono. Dal 2000 al 2005 frequenta la St Edward's School a Oxford e poi, dopo essere stata rifiutata dalla Royal Academy of Dramatic Art, dalla London Academy of Music and Dramatic Art e dalla Guildhall School of Music and Drama, si iscrive al Drama Centre dell'University of the Arts London, dove si laurea nel 2009.
Dal 2007 al 2009 recita in numerosi spettacoli al Drama Centre come Wild Honey, Pygmalion, The Changeling, Emilia Galotti, Awake and Sing, A Midsummer Night's Dream, La pulce nell'orecchio, The Hot l Baltimore, The Government Inspector e Hamlet. Nel 2009 recita inoltre in Sense, per la Company Of Angels. Sempre nel 2009 recita in un episodio della serie televisiva Doctors e nel film per la televisione Triassic Attack - Il ritorno dei dinosauri; nello stesso anno recita in una campagna pubblicitaria televisiva per l'organizzazione senza scopo di lucro Samaritans, dal titolo Lisa's story.
Nello stesso anno ottiene il ruolo di Daenerys Targaryen nella serie televisiva fantasy Il Trono di Spade, sostituendo Tamzin Merchant. Per questo ruolo ha ricevuto quattro nomination agli Emmy Award come miglior attrice non protagonista in una serie televisiva drammatica (nel 2013, nel 2015, nel 2016 e nel 2019) ha vinto lo Scream Award 2011 come miglior performance rivelazione femminile.

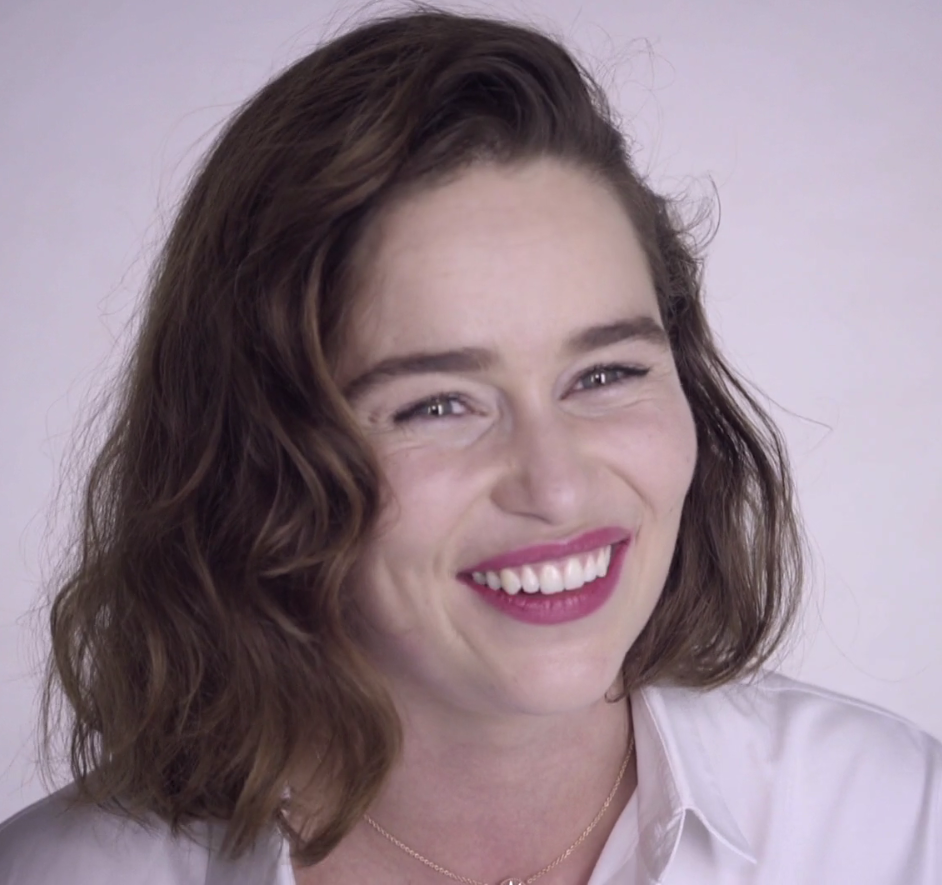
Emilia Clarke in una campagna pubblicitaria per Dior nel 2015

Nel 2013 è protagonista a Broadway, nel ruolo di Holly Golightly, del musical tratto da Colazione da Tiffany, affianca Jude Law in Dom Hemingway della BBC e interpreta Sarah Connor in Terminator Genisys, film della serie di Terminator. Lo stesso anno viene scelta come protagonista di The Garden of Last Days per la regia di James Franco, ma il progetto naufraga dopo l'abbandono al progetto da parte di Franco per divergenze con la produzione.
Nel settembre 2014 la scrittrice Jojo Moyes, autrice del romanzo Io prima di te, ha comunicato con un tweet che l'attrice avrebbe vestito i panni di Louisa Clark, la protagonista femminile del romanzo, nell'omonima trasposizione cinematografica. Sempre nel 2014 i lettori della rivista AskMen l'hanno votata "donna più desiderata del mondo", mentre l'anno successivo la rivista Esquire l'ha nominata "donna più sexy del mondo".
Nel novembre 2016 Clarke è entrata nel cast come protagonista femminile di Solo: A Star Wars Story nel ruolo di Qi'ra, film legato alla saga di Guerre stellari e incentrato sulla vita di Ian Solo. Il film è uscito negli Stati Uniti il 25 maggio 2018.
Nel 2017 è stata scelta da Dolce & Gabbana come testimonial del profumo The One per la regia di Matteo Garrone (mentre il collega de Il Trono di Spade Kit Harington viene scelto per la versione maschile del prodotto). Lo spot viene per la prima volta mandato in onda il 1º settembre 2017.
Nel 2019 il Times l'ha inserita fra le 100 persone più influenti del mondo. Nel 2020 è diventata prima ambasciatrice globale di Clinique. Nell'aprile 2021 viene annunciato che farà parte della serie TV Secret Invasion, distribuita su Disney+, ambientata nel Marvel Cinematic Universe. Nell'ottobre successivo viene annunciato che sarà protagonista, insieme a Chiwetel Ejiofor, del film The Pod Generation. Nel novembre 2022 viene ingaggiata come protagonista del biopic An Ideal Wife, in cui interpreterà la scrittrice e giornalista irlandese Constance Lloyd, moglie dello scrittore irlandese Oscar Wilde. Nel 2024 è entrata nel cast della serie tv, prodotta da Amazon, Criminal, dove interpreterà il ruolo della protagonista Mallory.

## Vita privata
Nel 2011 viene colpita da un aneurisma cerebrale, poco dopo il termine delle riprese della prima stagione di Il Trono di Spade, che la costringe a un delicato intervento chirurgico e a una lunga riabilitazione. Nel 2013, durante la recitazione del musical Colazione da Tiffany, è costretta a un nuovo intervento per via di un'emorragia cerebrale causata da un secondo aneurisma. Dopo questa operazione l'attrice si ristabilisce completamente.
Fin dall'infanzia, è affetta da un disturbo da deficit di attenzione e iperattività.

## Filmografia

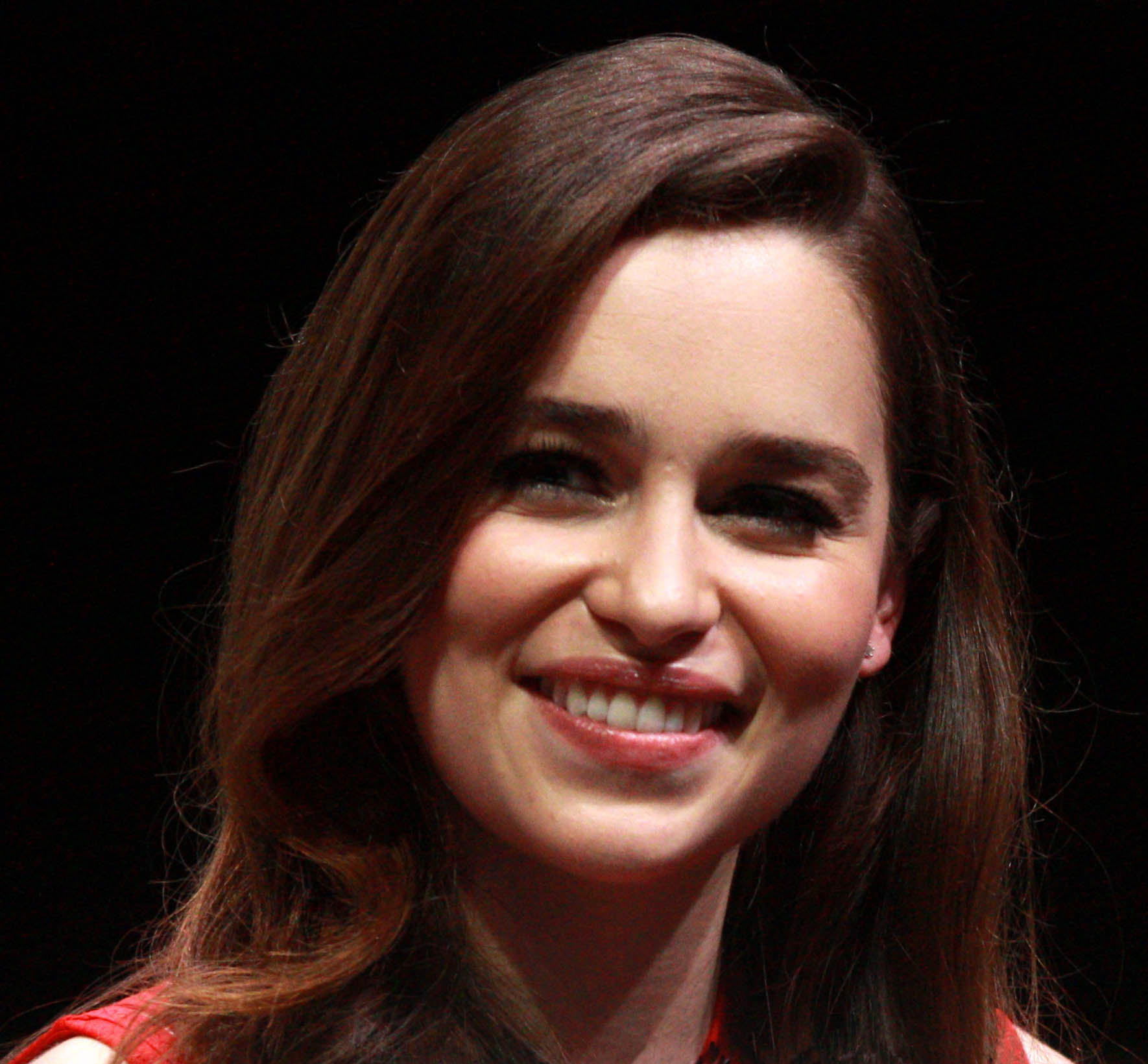
Emilia Clarke al San Diego Comic-Con 2013

### Attrice

#### Cinema
- Spike Island, regia di Mat Whitecross (2012)
- Shackled, regia di Nour Wazzi - cortometraggio (2012)
- Dom Hemingway, regia di Richard Shepard (2013)
- Terminator Genisys, regia di Alan Taylor (2015)
- Io prima di te (Me Before You), regia di Thea Sharrock (2016)
- La voce della pietra (Voice from the Stone), regia di Eric D. Howell (2017)
- The Only One, regia di Matteo Garrone - cortometraggio (2017)
- Solo: A Star Wars Story, regia di Ron Howard (2018)
- Leading Lady Parts, regia di Jessica Swale - cortometraggio (2018)
- Above Suspicion, regia di Phillip Noyce (2019)
- Last Christmas, regia di Paul Feig (2019)
- Murder Manual, regia di Michael Escobedo (2020)
- Figli dell'intelligenza artificiale (The Pod Generation), regia di Sophie Barthes (2023)

#### Televisione
- Doctors – serie TV, episodio 11x89 (2009)
- Triassic Attack - Il ritorno dei dinosauri (Triassic Attack), regia di Colin Ferguson – film TV (2010)
- Il Trono di Spade (Game of Thrones) – serie TV, 62 episodi (2011-2019)
- Skins – serie TV, episodio 7x06 (2012)
- Secret Invasion – miniserie TV, 6 episodi (2023)

### Doppiatrice

#### Cinema
- The Amazing Maurice, regia di Toby Genkel (2022)

#### Televisione
- Futurama – serie animata, episodio 7x25 (2013)
- Game of Thrones: A Telltale Games Series – videogioco (2014)
- Robot Chicken – serie animata, episodio 8x14 (2016)
- Animals – serie animata, episodio 2x01 (2017)
- Thunderbirds Are Go – serie animata, episodio 2x23 (2017)

## Teatro
- Colazione da Tiffany, di Richard Greenberg, regia di Sean Mathias. Cort Theatre di Broadway (2013)
- Il gabbiano, di Anton Čechov, regia di Jamie Lloyd. Playhouse Theatre di Londra (2020)

## Riconoscimenti
- 2011 – Ewwy Award
  - Miglior attrice non protagonista – dramma per Il Trono di Spade
- 2011 – IGN Awards
  - Candidatura come miglior attrice TV per Il Trono di Spade
- 2011 – IGN People's Choice Awards
  - Candidatura come miglior attrice TV per Il Trono di Spade
- 2011 – Scream Award[12]
  - Miglior performance rivelazione femminile per Il Trono di Spade
  - Candidatura come miglior cast per Il Trono di Spade
- 2012 – Gracie Allen Awards
  - Miglior attrice emergente per Il Trono di Spade
- 2012 – Golden Nymph Awards
  - Candidatura come miglior attrice in una serie drammatica per Il Trono di Spade
- 2012 – Screen Actors Guild Award
  - Candidatura come miglior cast in una serie drammatica per Il Trono di Spade
- 2013 – Premio Emmy[9]
  - Candidatura come miglior attrice non protagonista in una serie drammatica per Il Trono di Spade
- 2013 – Critics' Choice Awards
  - Candidatura come miglior attrice non protagonista in una serie drammatica per Il Trono di Spade
- 2013 – Satellite Award
  - Candidatura come miglior attrice non protagonista in una serie, miniserie o film per la televisione per Il Trono di Spade
- 2013 – SFX Awards
  - MIglior attrice per Il Trono di Spade
- 2013 – Gold Derby TV Awards
  - Candidatura come miglior attrice non protagonista drammatica per Il Trono di Spade
- 2014 – Gold Derby TV Awards
  - Candidatura come miglior attrice non protagonista drammatica per Il Trono di Spade
- 2014 – Screen Actors Guild Award
  - Candidatura come miglior cast in una serie drammatica per Il Trono di Spade
- 2014 – People's Choice Awards
  - Candidatura come attrice preferita in una serie TV sci-fi/fantasy per Il Trono di Spade
- 2014 – Young Hollywood Awards
  - Candidatura come miglior attrice preferita dai fan per Il Trono di Spade

- 2015 – Premio Emmy[10]
  - Candidatura come miglior attrice non protagonista in una serie drammatica per Il Trono di Spade
- 2015 – Empire Awards
  - Empire Hero Award (condiviso con il cast di Il Trono di Spade)
- 2015 – Screen Actors Guild Award
  - Candidatura come miglior cast in una serie drammatica per Il Trono di Spade
- 2015 – Saturn Award
  - Candidatura come miglior attrice non protagonista in una serie televisiva per Il Trono di Spade
- 2015 – Teen Choice Awards[34]
  - Candidatura come miglior attrice dell'estate per Terminator Genisys
- 2016 – Premio Emmy[11]
  - Candidatura come miglior attrice non protagonista in una serie drammatica per Il Trono di Spade
- 2016 – Critics' Choice Awards
  - Candidatura come miglior attrice non protagonista in una serie drammatica per Il Trono di Spade
- 2016 – Screen Actors Guild Award
  - Candidatura come miglior cast in una serie drammatica per Il Trono di Spade
- 2016 – People's Choice Awards
  - Candidatura come attrice preferita in una serie TV sci-fi/fantasy per Il Trono di Spade
- 2016 – Teen Choice Award[35]
  - Candidatura come miglior bacio in un film (con Sam Claflin) per Io prima di te
- 2016 – Jupiter Awards
  - Candidatura come miglior attrice internazionale per Terminator Genisys
- 2017 – Screen Actors Guild Award[36]
  - Candidatura come miglior cast in una serie drammatica per Il Trono di Spade
- 2017 – People's Choice Awards
  - Candidatura come attrice preferita in una serie TV sci-fi/fantasy per Il Trono di Spade
- 2017 – MTV Movie & TV Awards[37]
  - Candidatura come miglior Attore/Attrice in una serie per Il Trono di Spade
  - Candidatura come miglior scena strappalacrime per Io prima di te
- 2018 – Critics' Choice Awards[38]
  - Candidatura come miglior attrice non protagonista in una serie drammatica per Il Trono di Spade
- 2019 – Premio Emmy
  - Candidatura come miglior attrice protagonista in una serie drammatica per Il Trono di Spade

## Doppiatrici italiane
Nelle versioni in italiano delle opere in cui ha recitato, Emilia Clarke è stata doppiata da:
- Letizia Ciampa ne Il Trono di Spade, Last Christmas, Figli dell'intelligenza artificiale
- Benedetta Ponticelli in Triassic Attack - Il ritorno dei dinosauri, Solo: A Star Wars Story
- Alessia Amendola in Dom Hemingway, Terminator Genisys
- Erica Necci in Io prima di te
- Virginia Brunetti ne La voce della pietra
- Perla Liberatori in Above Suspicion
- Benedetta Degli Innocenti in Secret Invasion